# Vadaschovisjtja Vjatja
Vadaschovisjtja Vjatja (vitryska: Вадасховішча Вяча) är en reservoar i Belarus.   Den ligger i voblasten Minsks voblast, i den centrala delen av landet, 18 km norr om huvudstaden Minsk. Vadaschovisjtja Vjatja ligger 227 meter över havet. Arean är 0,77 kvadratkilometer. Den sträcker sig 1,2 kilometer i nord-sydlig riktning, och 2,3 kilometer i öst-västlig riktning.